# Altimetría

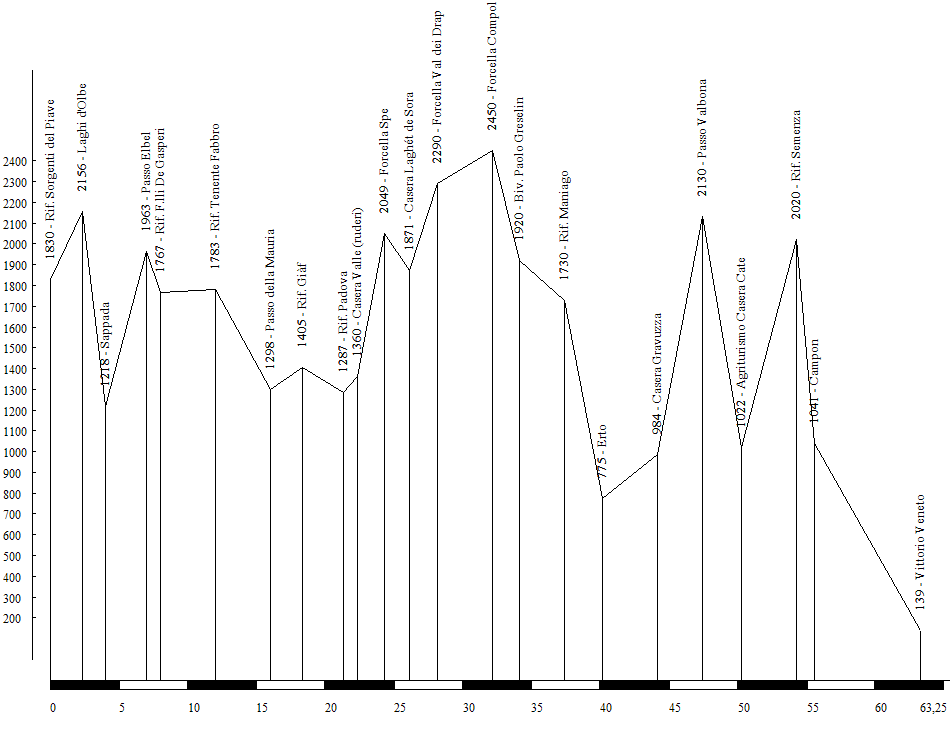
Perfil altimétrico de una carretera.

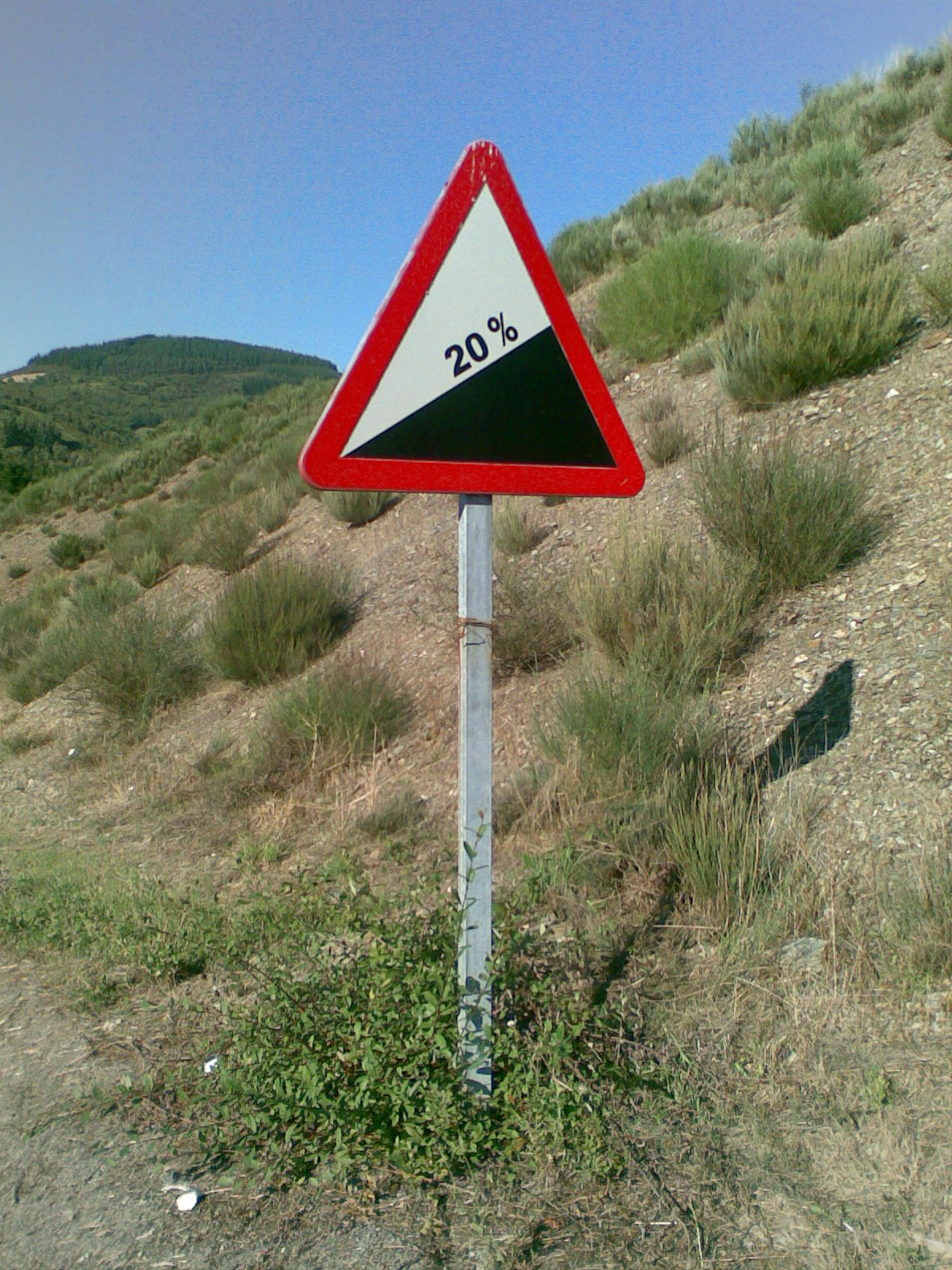
Señal de advertencia ante un gran desnivel en la carretera.

La altimetría (también llamada hipsometría) es la rama de la topografía que estudia el conjunto de métodos y procedimientos para determinar y representar la altura o "cota" de cada punto respecto de un plano de referencia. Con la altimetría se consigue representar el relieve del terreno (planos de curvas de nivel, perfiles, etc.).
En aviación la altimetría se ocupa de determinar la altitud de vuelo de la aeronave h (distancia vertical de la aeronave respecto al nivel del mar). Es un conocimiento de vital importancia para la circulación de las aeronaves en una sección vertical de cualquier aerovía (AWY), puesto que la circulación se distribuye y organiza en niveles de vuelo estrechamente relacionados con la altitud.
El instrumento clásico que presenta la altitud al piloto es el altímetro, que obtiene una lectura de altitud partiendo únicamente de la medición de la presión estática que rodea la aeronave.

## Altigrafía
La altigrafía es el conjunto de operaciones para medir y representar las cotas de un terreno. No es lo mismo la toma de cotas y su plasmación en un documento (altimetría), que la representación gráfica de esos datos (altigrafía).